# Psephidonus temporalis
Psephidonus temporalis är en skalbaggsart som beskrevs av Thomas Casey 1893. Psephidonus temporalis ingår i släktet Psephidonus och familjen kortvingar. Inga underarter finns listade i Catalogue of Life.